# كمبيوتر كرونكلز
كمبيوتر كرونكلز أو حكايات الكمبيوتر (بالإنجليزية: Computer Chronicles)‏ كانت سلسلة تلفزيونية أمريكية مدة الحلقة منها نصف ساعة، جرى بثها بين 1983-2002  على خدمة بي بي إس (PBS) التلفزيونية العامة، ووثقت صعود أجهزة الكمبيوتر الشخصية من مهدها إلى حتى أصبحت سوقا هائلة في مطلع القرن الحادي والعشرين.

## لمحة تاريخية
أُنشئت السلسلة في عام 1983  بواسطة ستيوارت شيفيه (الذي شارك لاحقًا في استضافة البرنامج)، الذي كان آنذاك مدير محطة كلية سان ماتيو KCSM-TV. جرى بث العرض في البداية كسلسلة أسبوعية محلية. تم إنتاج العرض بالاشتراك مع WITF-TV في هاريسبرج، بنسلفانيا. أصبحت سلسلة وطنية على برنامج تلفزيوني من خريف 1983. كان جيم وارن هو المضيف المؤسس للموسم 1981-1982. جرى بثه بشكل مستمر من عام 1981 حتى عام 2002، مع مشاركة شيفيه في استضافة معظم المواسم اللاحقة. عمل غاري كيلدال كمضيف مشارك من عام 1983 إلى عام 1990، حيث قدم رؤى وتعليقات على المنتجات، بالإضافة إلى مناقشات حول مستقبل مجال الكمبيوتر الشخصي الذي يتوسع باستمرار.
خلال الثمانينيات، كان لدى البرنامج العديد من المقدمين الداعمين، بما في ذلك:
- جورج مورو: مقدم ومعلق كان لفترة من الوقت يرأس شركة مورو ديزاين، كان مورو وجهًا معروفًا على كرونكلز حتى التسعينات. توفي مورو في عام 2003.
- بول شندلر: ظهر بشكل رئيسي في مراجعات البرمجيات، ساهم شندلر في البرنامج حتى أوائل التسعينات.
- ويندي وودز: قدمت تقارير للعديد من منتجات البرامج والأجهزة، بالإضافة إلى التحدث مع المقدمين الرئيسيين في الاستوديو حول مواضيع محددة.
- جانيل ستيلسون: عرضت قسم الأخبار والمراجعات.[3] [4] [5]

ظل تنسيق كمبيوتر كرونكلز دون تغيير نسبيًا طوال فترة تشغيله، باستثناء ربما مع اختلاف ملحوظ في أسلوب العرض؛ في الأصل كان رسميا، ثم تطور إلى أسلوب أكثر استرخاءً وأريحية. من عام 1984 فصاعدًا، ظهرت الدقائق الخمس الأخيرة التي سميت راندوم أكسيس أو الوصول العشوائي، وهي فقرة أعطت المشاهد أحدث أخبار الكمبيوتر من أسواق المنزل والعمل. قدم الفقرة ستيوارت شيفيه، جانيل ستلسون، ماريا جابرييل وآخرون. أوقفت فقرة راندوم أكسيس في عام 1997. أونلاينمينيت أو دقيقة الإنترنت ، التي جرى تقديمها في عام 1995 واستمرت حتى عام 1997، أعطت المشاهدين بعض مواقع الويب التي تخص مع موضوع الحلقة. وقد ظهر فيه جايلز بيتمان، الذي صمم تسلسل افتتاح «صفحة الويب» الخاص بالبرنامج والذي تم استخدامه من تلك الفترة حتى نهاية العرض.
تغيرت الرسومات في عام 1989، وأعيدت تسمية العرض إلى «كمبيوتر كرونكلز»، مع حذف كلمة «ذا». أعيد تصميم الرسومات مرة أخرى في عام 1995، مع رسومات «صفحة الويب» التي صممها جايلز بيتمان، وأعيد تصميمها مرة أخرى في عام 1998 لعرض مقاطع من العرض بتنسيق «نوافذ متعددة».
لحن المقدمة المستخدم من عام 1990 حتى نهاية العرض كان زينيث، الذي أُلّف لأومني ميوزيك بواسطة جون مانشيستر. في الأصل، استخدم المنتجون بايت باي بايت ، الذي ألفته نتوورك ميوزيك وكريغ إيفيريت بالمر.
ميزة أخرى في العرض هي فقرة «اختيار الأسبوع» التي قدمها ستيوارت، حيث رشّح برنامجا أو أداة منتشرة في السوق راقت إليه وقد تروق للجمهور المنزلي.
كمبيوتر بول أو مسابقات الكمبيوتر، جمعت الساحل الشرقي ضد الساحل الغربي، مع بيل جيتس، جون دوير، ستيوارت ألسوب، ميتش كابور، بوب فرانكستون وبيل جوي.
من عام 1994 إلى عام 1997، جرى إنتاج البرنامج بواسطة PCTV ، ومقره في نيو هامبشير بالتعاون مع KCSM-TV. ابتداءً من خريف عام 1997 وحتى نهايته، جرى إنتاج العرض من قبل KTEH سان خوسيه وستيوارت شيفيه للإنتاج.
توقف العرض في عام 2002. أصبحت جميع حلقات كمبيوتر كرونكلز تقريبًا متاحة للتنزيل مجانًا من أرشيف الإنترنت، والعديد منها متاح على موقع يوتيوب. تمت دبلجة العديد من حلقات البرنامج إلى لغات أخرى، بما في ذلك العربية والفرنسية والإسبانية.

## روابط خارجية
- كمبيوتر كرونكلز على موقع IMDb (الإنجليزية)
- كمبيوتر كرونكلز على موقع قاعدة بيانات الفيلم (الإنجليزية)

- "Computer%20Bowl" archive.org - أرشيفات كمبيوتر بول
- تاريخ ومعلومات الكمبيوتر
- كمبيوتر كرونكلز  في قاعدة بيانات الأفلام على الإنترنت (بالإنجليزية)